# Daniela Dodean
Daniela Dodean-Monteiro (născută Dodean; n. 13 ianuarie 1988, Arad, România) este o jucătoare de tenis de masă de origine română, campioană europeană în anii 2009, 2012 și 2017
În 2011 a primit Medalia Meritul Sportiv, clasa I.